# Finale della Coppa dei Campioni 1965-1966 (hockey su pista)
La finale della 1ª edizione della Coppa dei Campioni fu disputata in gara d'andata e ritorno tra gli spagnoli del Voltregà e gli italiani del Monza. Con il punteggio complessivo di 9 a 3 fu il Voltregà ad aggiudicarsi per la prima volta nella storia il trofeo.

## Le squadre
| Squadre  | Partecipazioni precedenti (il grassetto indica la vittoria) |
| -------- | ----------------------------------------------------------- |
| Monza    | Nessuna                                                     |
| Voltregà | Nessuna                                                     |

## Il cammino verso la finale
Al torneo parteciparono solo quattro squadre. Il Voltregà si qualificò alla finale eliminando in semifinale il Gujan-Mestras con due agevoli vittorie per 13-2 all'andata e per 9-1 al ritorno. Il Monza si qualificò alla finale eliminando sempre in semifinale l'Herten vincendo l'incontro di andata per 6-3 all'andata e per 5-0 al ritorno.

## Tabellini

### Andata
| Arbitro: | Theiler |

|                     |           |                                             |
| G. Bortolini 00'05" | Marcatori | 05'05" H. Ferrer 05'24", 47'50" J. Salarich |

| Monza       |  |                     |
|             |  |                     |
| P           |  | Raffaele Piazza     |
| E           |  | Gualtiero Bortolini |
| E           |  | Cesare Bosisio      |
| E           |  | Sergio Franchi      |
| E           |  | Emilio Levati       |
| E           |  | Filippo Maiocchi    |
| E           |  | Giuseppe Pessina    |
| E           |  | Marco Villa         |
| P           |  | Giampaolo Motta     |
| Allenatore: |  |                     |
| Bruno Bolis |  |                     |

| Voltregà        |  |                     |
|                 |  |                     |
| P               |  | Roberto Vilella     |
| E               |  | Francesc Ferrer     |
| E               |  | Antonio Parella     |
| E               |  | Humbert Ferrer      |
| E               |  | José Maria Salarich |
| E               |  | Sanchez             |
| E               |  | Escorihuela         |
| P               |  | Segismundo Sala     |
| Allenatore:     |  |                     |
| Antonio Parella |  |                     |

### Ritorno
| Arbitro: | Quintelo |

|                                                                     |           |                                    |
| J. Salarich 03'00", 22'00" H. Ferrer 23'00", 35'00", 48'00", 49'00" | Marcatori | 06'00" F. Maiocchi 38'00" M. Villa |

| Voltregà        |  |                     |
|                 |  |                     |
| P               |  | Roberto Vilella     |
| E               |  | Francesc Ferrer     |
| E               |  | Antonio Parella     |
| E               |  | Humbert Ferrer      |
| E               |  | José Maria Salarich |
| E               |  | Sanchez             |
| E               |  | Escorihuela         |
| P               |  | Segismundo Sala     |
| Allenatore:     |  |                     |
| Antonio Parella |  |                     |

| Monza       |  |                     |
|             |  |                     |
| P           |  | Raffaele Piazza     |
| E           |  | Gualtiero Bortolini |
| E           |  | Cesare Bosisio      |
| E           |  | Sergio Franchi      |
| E           |  | Emilio Levati       |
| E           |  | Filippo Maiocchi    |
| E           |  | Giuseppe Pessina    |
| E           |  | Marco Villa         |
| P           |  | Giampaolo Motta     |
| Allenatore: |  |                     |
| Bruno Bolis |  |                     |